# Steffen Wöller

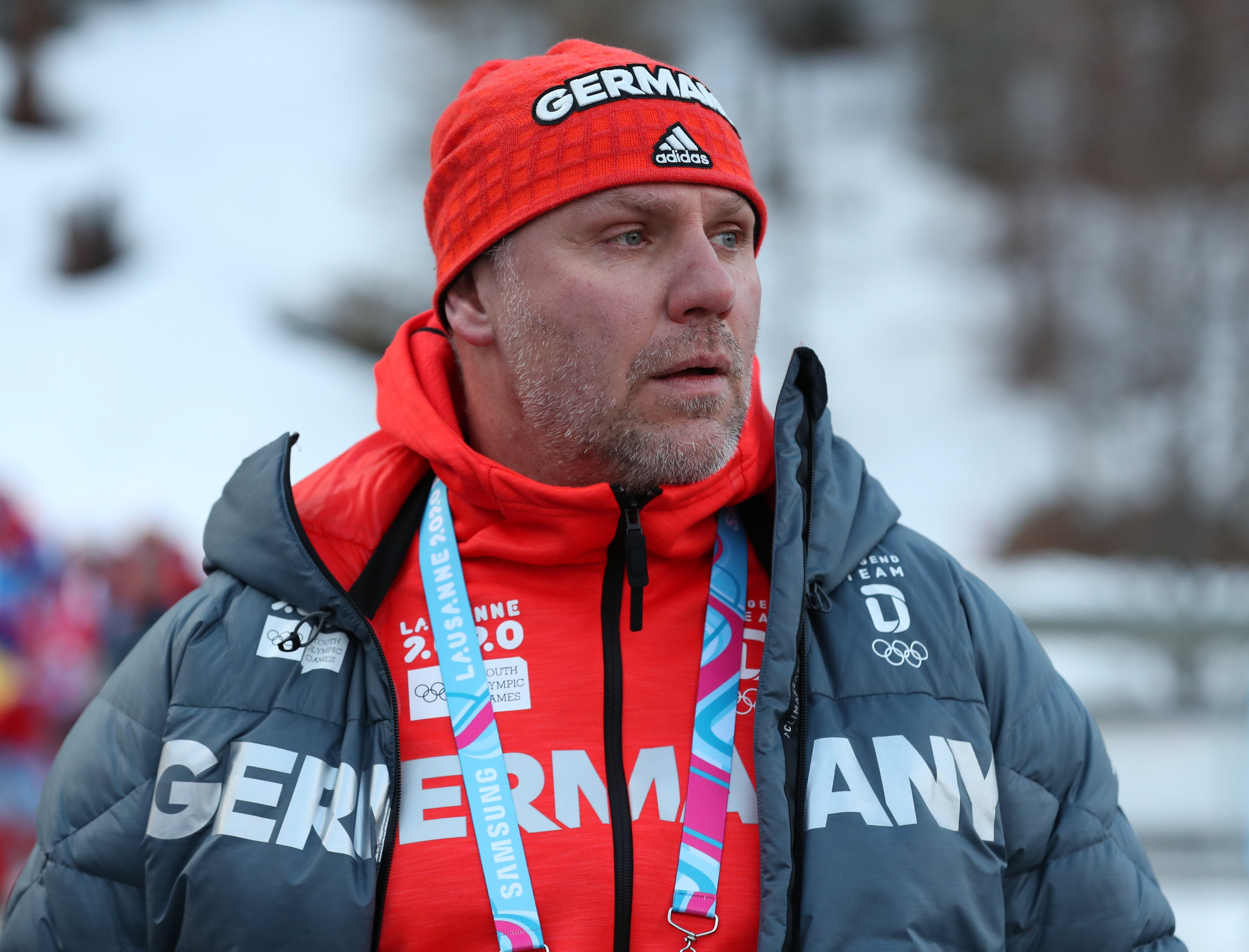
Steffen Wöller bei den Olympischen Jugend-Winterspielen 2020

Steffen Wöller (* 10. September 1972 in Erfurt) ist ein früherer deutscher Rennrodler.
Steffen Wöller bildete mit seinem Partner Steffen Skel einen der stärksten und erfolgreichsten Rennrodel-Doppelsitzer der 1990er und beginnenden 2000er Jahre. Zweimal, 1998 und 2002 trat das Duo bei Olympischen Winterspielen an. Wurden sie 1998 in Nagano noch Achte, verpassten sie vier Jahre später in Salt Lake City als Vierte die Bronzemedaille hinter den US-Amerikanern Chris Thorpe und Clay Ives nur um etwa eineinhalb Zehntel Sekunden. Bei den Weltmeisterschaften 2000 gewannen Skel/Wöller mit der deutschen Mannschaft die Goldmedaille. Hinzu kam Silber mit den Doppelsitzern, das sie auch 2001 im Doppelsitzer und mit dem Team holten, und einmal Doppelsitzer-Bronze 1997.
Größter Erfolg war der Gewinn der Europameisterschaft 2004 in Oberhof im Doppelsitzer. Mit dem Team gewannen beide den Titel 2002 und 2004. Hinzu kommt Silber mit dem Doppelsitzer 1998 und im Doppelsitzer 2000, sowie mit dem Team im Jahr 2000. 2000/01 gewannen Skel und Wöller den Gesamtweltcup. 1999/2000 und 2001/02 belegten sie hinter ihren nationalen Dauerkonkurrenten Patric Leitner und Alexander Resch den zweiten Rang. Einmal, 1993/94, wurden die beiden Dritte. 1993, 2000 und 2004 wurden Skel/Wöller Deutsche Meister. 2004 beendeten sie ihre Karriere.
Nach seiner aktiven Karriere wurde Steffen Wöller Trainer. Zu seinen Schützlingen beim BSC Winterberg gehörten unter anderem Corinna Martini und Madeleine Teuber. Er ist Bundesstützpunkt-Trainer in Winterberg, war von 2013 bis 2018 Cheftrainer des deutschen Rennrodel-Juniorennationalteams und übernahm 2018 gemeinsam mit Andi Langenhan die Betreuung des deutschen B-Teams der Rennrodler.

## Erfolge
- Weltcup 1994 – 3. Platz
- Olympia 2002 – 4. Platz
- Olympia 1998 – 8. Platz
- WM 1997 – Bronze
- EM 1998 – Silber
- EM 2000 – Silber
- EM 2000 – Silber (Team)
- WM 2000 – Silber
- WM 2000 – Gold (Team)
- Weltcup 2000 – 2. Platz
- WM 2001 – Silber
- WM 2001 – Silber (Team)
- Weltcup 2001 – 1. Platz
- EM 2002 – Gold (Team)
- Weltcup 2002 – 2. Platz
- Weltcup 2003 – 5. Platz
- EM 2004 – Gold
- EM 2004 – Gold (Team)

### Weltcupsiege
Doppelsitzer
| Nr. | Datum         | Ort       | Bahn                                  |
| --- | ------------- | --------- | ------------------------------------- |
| 1.  | 16. Jan. 1994 | Oberhof   | Rennrodelbahn Oberhof                 |
| 2.  | 16. Jan. 1999 | Oberhof   | Rennrodelbahn Oberhof                 |
| 3.  | 21. Nov. 1999 | Sigulda   | Rennrodel- und Bobbahn Sigulda        |
| 4.  | 5. Dez. 1999  | Königssee | Kombinierte Kunsteisbahn am Königssee |
| 5.  | 26. Nov. 2000 | Sigulda   | Rennrodel- und Bobbahn Sigulda        |
| 6.  | 3. Dez. 2000  | Oberhof   | Rennrodelbahn Oberhof                 |
| 7.  | 16. Dez. 2001 | Oberhof   | Rennrodelbahn Oberhof                 |
| 8.  | 20. Jan. 2002 | Sigulda   | Rennrodel- und Bobbahn Sigulda        |